# 杜罗河畔贝尔兰加
杜罗河畔贝尔兰加（西班牙語：Berlanga de Duero）是西班牙卡斯蒂利亚-莱昂索里亚省的一个市镇。总面积220平方公里，总人口1100人（2001年），人口密度5人/平方公里。